# 萨莫拉足球俱乐部
萨莫拉足球俱乐部，是西班牙萨莫拉市的一个足球俱乐部。现参加西班牙皇家足協乙組聯賽。